# Filippo Balatri

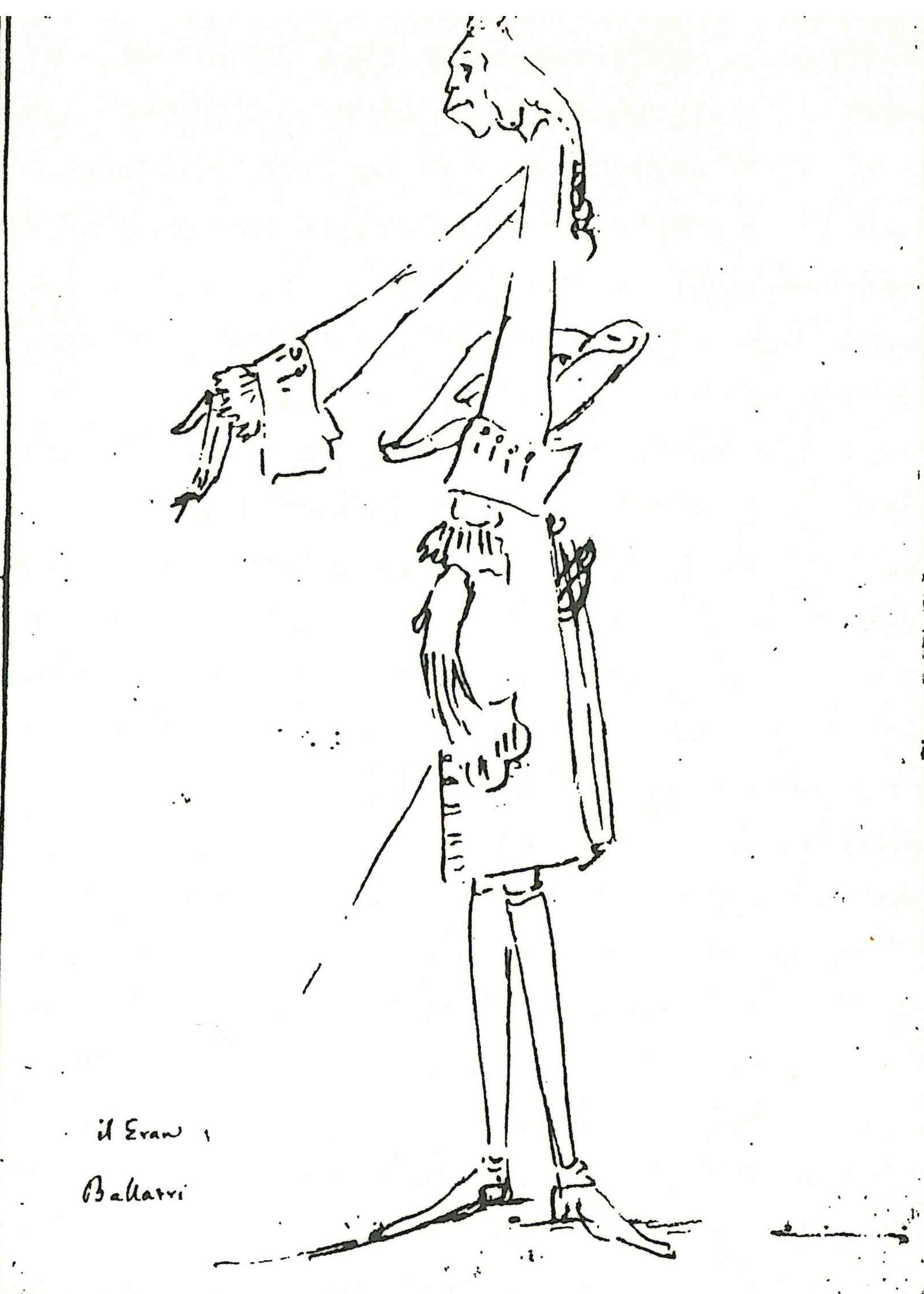
Filippo Balatri auf einer Karikatur von Anton Maria Zanetti, 1726–1728 (?)

Filippo Balatri (eigtl. Dionisio Filippo Balatri; * 21. Februar 1682 in Alfea (Pisa); † 10. September 1756 in Kloster Fürstenfeld) war ein italienischer Kastraten-Sänger (Sopran-, später Mezzosopran), Gesangslehrer, Schriftsteller und Mönch, der unter anderem in Russland und München wirkte. Er hinterließ bedeutende autobiographische Schriften.

## Leben
Filippo Balatri wurde nach eigenen Angaben in Alfea (Pisa) geboren. Er war der dritte Sohn von Antonio Francesco di Pietro Balatri, einem Mitglied einer verarmten Florentiner Familie und Mitglied des Stephans-Ordens. Filippos Mutter Maria Teresa Peralique war Französin und in ihrer Jugend Hofdame von Marguerite d’Orléans, der Frau Cosimos III., Großherzogs der Toskana. Filippo besuchte wie sein Bruder Ferrante (* 1677) die Schule des Stephans-Ordens und sang im Kirchenchor. Als er ungefähr 11 Jahre alt war, beschloss sein Vater, den musikalisch begabten Jungen durch einen Wundarzt in Lucca kastrieren zu lassen, um seine vielversprechende Sopranstimme zu erhalten. Nach eigener Aussage des Sängers war ein wichtiger Grund für diese väterliche Entscheidung „das gute Gehalt und die großzügige Altersversorgung der Kastraten im Dienst des Stephans-Ordens“.
Seine weitere musikalische Ausbildung, sowie Unterricht in Latein und Religion, erhielt Balatri in Florenz. Hier lässt ihn der Großherzog 1698 vor dem russischen Gesandten Peter Alexejewitsch Golizyn (1660–1722) singen, mit dem er als extravagante „Leihgabe“ von Cosimo III. an Peter den Großen über Venedig, Wien und Warschau nach Moskau reist. Unter 200 Personen im Gefolge Golizyns war Balatri der einzige Musiker und der erste italienische Kastrat, der nach Russland kam. Seine Erlebnisse notierte er auf Anweisung des Großherzogs minuziös in einem Tagebuch.
Nach einigen Monaten im Hause Golizyns in Moskau lebte Balatri einige Jahre am Zarenhof und sang täglich für Peter den Großen, wozu er sich selbst am Orgelpositiv begleitete. Zu seinen Pflichten gehörte außerdem vor dem russischen Adel in dessen Häusern zu singen und er gab der Maitresse des Zaren, Anna Mons (?) – in die er sich heimlich verliebte – Gesangsunterricht. Er begleitete den Zaren auch auf dessen Reisen und musste oft ganz ohne Begleitung singen, unter anderem vor dem „großen Khan der Tataren“ – wahrscheinlich Ayuki-Khan, Herrscher der Kalmücken an der unteren Wolga.
1701 verließ Balatri Russland und reiste wiederum mit dem Gesandten Golizyn zunächst an den Kaiserhof nach Wien, wo er bis Anfang 1703 blieb und seine Gesangsausbildung bei dem Altisten Gaetano Orsini fortsetzte. Danach kehrte er über Venedig und Florenz zurück nach Pisa. In Florenz hatte er sein Debüt auf der Opernbühne in einer kleinen Rolle in Albinonis Pastorale Aminta (UA: 15. Oktober 1703).
In Pisa sang er von 1703 bis 1713 als Sopranist in der Chiesa dei Cavalieri. Vorübergehend wurde er 1711 von Großherzog Cosimo als Dolmetscher für den russischen Gesandten Fürst Naryschkin nach Florenz gerufen.
Nach dem Tode seiner Eltern 1713 reiste Balatri mit einem nicht näher identifizierten englischen „Milord“ über Paris nach London. In Versailles wurde er angeblich von Ludwig XIV. empfangen, der sich von seinen Erlebnissen in Russland berichten ließ. In London sang er für Lady Burlington, die Frau von Händels bekanntem Mäzen Richard Boyle Earl of Burlington, und für den englischen Adel, aber ein geplantes Konzert für Queen Anne wurde durch den Tod der Königin verhindert. Bei den Vorbereitungen zu diesem nicht zustandegekommenen Auftritt soll er Händel kennengelernt haben. Balatri selber behauptet in seinen Memoiren, er habe das Angebot, in London in der Oper aufzutreten, abgelehnt, aber in einem Zeitungsartikel vom Oktober 1714 heißt es, er sei in einem Pasticcio Arminio aufgetreten und im November sang er eine Nebenrolle in der Oper Ernelinda (von Gasparini ?), neben Diana Vico, Elisabetta Piloti Schiavonetti und Margarita de l'Espine.
1715 musste er seinen englischen Aufenthalt vorzeitig abbrechen, um sich mit seinem Bruder Ferrante und einem Gesandten Cosimos III. auf die Rückreise nach Italien zu begeben, über Düsseldorf und München. Auf Geheiß des Großherzogs der Toskana nahm er am 1. Oktober desselben Jahres das Angebot einer Anstellung am Hof des bayerischen Kurfürsten Maximilian II. Emanuel an. Dort verdiente er ab dem Jahr 1719 die beachtliche Summe von 3500 Gulden im Jahr und war damit einer der bestbezahlten Sänger in München.
Sein Münchner Debüt auf der Opernbühne hatte er am 12. Oktober 1716 als Orest in Pietro Torris Astianatte. Dabei bekennt der bis dahin vor allem als Kirchen- und Kammersänger lebende Balatri selber in seinen Memoiren, dass er nur ungern in der Oper auftrat, weil es ihm sündhaft und nicht gottgefällig erschien.
Nach einer Krankheit bewilligte ihm der bayerische Kurfürst im Jahr 1718 einen Heimaturlaub in Italien, wo er in Venedig vor Benedetto Marcello sang und mit einer selbst komponierten Nachtigallenarie Aufsehen erregte. Er sang außerdem in privaten Konzerten in Bologna und vor Violante Beatrix, der Schwester von Max Emanuel und Witwe von Ferdinando de’ Medici. Auf deren Wunsch komponierte er die Musik zu einer Komödie. Nach einem Aufenthalt in Pisa kehrte er 1719 zusammen mit seinem Bruder Ferrante zurück nach München. Dort sang er in der Folge in verschiedenen Opern von Torri: im Sommer 1720 die Titelrolle in Eumene und im Oktober desselben Jahres den Demetrio in einer Oper L’amor d’amico vince ogni altro amore, an der Seite des berühmten Altisten Antonio Bernacchi und der Margherita Durastanti, einer Lieblingssängerin von Händel.
1721–1722 begleitete Balatri den Kurprinzen Karl Albrecht auf dessen Grand Tour nach Florenz und Rom. Zurück in München wirkte er im Oktober 1722 bei den Festlichkeiten zur Hochzeit Karl Albrechts mit Maria Amalia von Österreich mit, deren Gesanglehrer er in der Folge wurde. Nicht lange danach sang er bei einer weiteren Fürstenhochzeit in Turin im Teatro Carignano in einer Oper namens Recimero (Komponist unbekannt).
Zurück in München sang er in Torris Opern Merope (Karneval 1723) und Griselda (Oktober 1723) – in der letzteren neben der jungen Faustina Bordoni und Bernacchi. Gemeinsam mit der Sopranistin Elisabetta Casolani hatte er weitere Auftritte in Tito Manlio (Karneval 1724), in Porporas Damiro e Pitia (Herbst 1724) und im Karneval 1725 in Porsena. Daraufhin wurde er an den Kaiserhof in Wien eingeladen, wo er zum Geburtstag der Kaiserin am 28. August 1725 in Caldaras Semiramide in Ascalona, wiederum neben der Bordoni, sang.
Nach weiteren gesundheitlichen Problemen fuhr er von Anfang 1726 bis 1728 wieder auf Urlaub nach Italien, wo er vorübergehend in Venedig, Padua und Verona wohnte, sich mit seinem berühmten Kollegen Nicolini anfreundete und den jungen Farinelli hörte und bewunderte. Zwischenzeitlich war er im Karneval 1727 in Rom und sang im Teatro delle Dame den Otone in Leonardo Vincis Oper Gismondo, re di Polonia, an der Seite von Giovan Battista Minelli und Farfallino (Giacinto Fontana).
Da inzwischen sein Brotherr Max Emanuel von Bayern verstorben war, wechselte er nach seiner Rückkehr nach München in die Kapelle von dessen jüngerem Sohn Johann Theodor, Fürstbischof von Freising und Regensburg, der sehr musikalisch war, Gesangsstunden bei Balatri nahm und ihn bei den Hausmusiken auch persönlich auf dem Cembalo begleiten konnte. Insgesamt führte der Sänger am Hofe Johann Theodors ein relativ geruhsames Leben.
Der Tod seines Bruders Ferrante, mit dem er so lange zusammengelebt hatte, der aber mittlerweile wieder in Italien war, traf ihn besonders hart.
1733 malte Peter Jakob Horemans ein bekanntes Gemälde vom fürstbischöflichen Hof, auf dem er im Zentrum eine Gruppe Musiker darstellte, mit Filippo Balatri in einem roten Gewand am Cembalo sitzend.
Balatri sang 1737 zum letzten Mal in der Münchner Hofoper als secondo uomo in La costanza in trionfo ovvero L’Irene von Francesco Peli-Modenese.
Im Jahr darauf machte er sein ausführliches Testament und trat 1739 mit 57 Jahren als Novize in das Zisterzienserkloster Fürstenfeld ein. Am 13. Juli 1741 wurde er in Ismaning zum Priester geweiht. Drei Tage später wurde er Mönch und nahm den Ordensnamen Theodor an – im Gedenken an seinen ehemaligen Brotherren Johann Theodor, der für ihn einen päpstlichen Dispens beantragt hatte, damit er als Kastrat Mönch werden durfte. Auch als Bruder Theodor hatte er musikalische Pflichten, wurde Chorregent des Klosters und gab Musikunterricht an der Klosterschule. 1741 wurde sein Theaterstück Santa Margherita da Cortona in deutscher Übersetzung im Kloster aufgeführt.
Bruder Theodor alias Filippo Balatri starb am 10. September 1756 in Fürstenfeld.

## Würdigung
Filippo Balatri gehört nicht zu den bekanntesten Kastraten der Musikgeschichte und war bis zu Beginn des 21. Jahrhunderts völlig vergessen. Dies ist teilweise darauf zurückzuführen, dass er vor allem als Kirchensänger und als Kammersänger am russischen und am Münchner Hof wirkte, auch wenn er vor allem in München – und selten auch andernorts – in Opern aufgetreten ist.
Von nicht zu unterschätzender Bedeutung sind seine autobiographischen Schriften, die einen fast einzigartigen Einblick in das Leben eines Kastraten des Barock und in die Sitten seiner Zeit gewähren: seine in Vierzeilern gereimten Memoiren Frutti del Mondo… (Bayerische Staatsbibliothek, München) und eine nicht ganz vollständig erhaltene Autobiographie in Prosa Vita e Viaggi di F. B. (Lenin-Bibliothek, Moskau). Balatri beschreibt darin mit erstaunlicher Offenheit und humorvoll seine ungewöhnliche Lebensgeschichte und seine unglücklichen Liebesgeschichten. Auch als Zeitdokument über das Leben in Russland und am Hofe Peters des Großen um 1700 sind seine Memoiren von großem Interesse.
Auf der Grundlage seiner Memoiren und anderer Quellen verfasste die Schriftstellerin Christine Wunnicke die erste Biographie über Filippo Balatri mit dem Titel Die Nachtigall des Zaren.

## Schriften von Filippo Balatri
- Frutti del Mondo, esperimentati da F. B., nativo dell‘Alfea in Toscana (Autobiografie in Versform), 2 Bände, 1725–35, Manuskript, Bayerische Staatsbibliothek, München
- Vita e Viaggi di F. B. (Autobiografie in Prosa; unvollständig), 9 Bände, 1725–32, Lenin-Bibliothek, Moskau
- Fibel für einen jungen Kastraten (verschollen)
- Testament, 1737–38, Bayerische Staatsbibliothek, München
- Santa Margherita da Cortona in Toscana, Istoria Sacra da rappresentarsi nel venerabil monasterio delli cisterciensi in Campo di Precipe (Schauspiel über die hl. Margharete von Cortona), 1741, Bibliothek der Accademia Etrusca, Cortona